# Antoni Tapijes
Antoni Tapijes (1923 — 2012) bio je katalonsnki slikar, kipar i likovni teoretičar. Bio je jedan od najvećih evropskih likovnih umetnika svoje generacije. Najveći deo svog života proveo je u Barseloni.

## Biografija
Rođen je u dobrostojećoj katalonskoj, kulturnoj, političkoj i književnoj porodici, koja mu je prenela ljubav prema knjigama, čitanju i kulturi uopšte. Dok je još bio veoma mlad oboleo je od plućne bolesti, pa je bio primoran da provede dug period oporavka u sanatorijumu. Počeo je da studira pravo u Barseloni.
Prvi umetnički pokušaji Antonia Tapiesa počeli su tokom dugog oporavka nakon teške bolesti, nakon čega ga je sve veća posvećenost slikanju i crtanju odvela do napuštanja univerzitetskog obrazovanja, do 1940. on je već izlagao radove koji su ga istakli među umetničkom scenom ovog trenutka. Tapies je postigao međunarodno priznanje sredinom 1950-ih. Šezdesetih godina je počeo da uvodi nove ikonografske elemente (pisanje, znakove, antropomorfne elemente..) i nove tehničke metode (nove površine, korišćenje svakodnevnih predmeta i lakova) Antoniev slikovni jezik nastavlja da se razvija od tada, što rezultira kreativnim i produktivnim radom koji se ceni u celom svetu.
Njegova najznačajnija umetnička dela su: "Grey and green Painting", "Great Painting", "Grey Ochre", "Llibertat", "Lectura", "Blanket with tracks". 
Bio je zainteresovan za zemlju, prašinu, materiju, atome i čestice, koje formalno prikazuje u svojim radovima, kroz apstraktne i eksperimentalne tehnike. On je bio jedan od prvih umetnika, koji je u svojoj kompoziciji uključio sirovine kao što su: pesak, mermerna prašina i smole, i reciklažne predmete kao što su čarape, stare cipele ili pokvareni nameštaj. Rezultat je rad koji ima nekoliko poruka, stvarnost predstavljenu na različite načine iz različitih perspektiva i sa različitim materijalima, simbolima i objektima. Katalonski umetnik je pokušao da izazove llčna osećanja u gledaocu svojih slika transformišući unutrašnjost gledalaca kroz izložbu materije, izraz univerzalnosti i malih objekata. Tapies je takođe bio pod uticajem srednjovekovnog misticizma i orijentalnih kultura, gradeći sopstvenu filozofiju u svojim rečima. On je bio i povremeni pisac sa nekoliko knjiga o teoriji umetnosti i sa još nepoznatim dragocenim i sintetičkim poetskim tekstovima. Izlagao je u muzeju Moderne umetnosti, u muzeju Savremene umetnosti, galerije Serpentine i drugim prestižnim institucijama. Bio je osnivač pokreta " Dau al Set". Bio je protivnik republikanske levice za vreme Frankove vlasti.U svojim delima izrazio je proskibirani katalonski indentitet.
Dana 1914. je svoje ogorčenje zbog pogubljenja mladog militanog anarhista Salvadora Puiga Anticha izrazio kroz litografiju "Ubice" Paralelno sa svojom umetničkom produkcijom, Tapies je i autor brojnih publikacija: "La practica de l art" (1970), "L art contra l estetica" (1974), "Memoria pesronal" (1977)
Antoni Tapies je 1974. godine osnovao Fundacio Tapies sa ciljem da promoviše učenje i poznavanje savremene umetnosti, obraćajući posebnu pažnju na ulogu umetnosti u formiranju savesti savremenog čoveka. Godine 1992. postao je počasni član Kraljevske akademije umetnosti u Londonu, Američke akademije umetnosti i nauka u Kembridžu. Antoni Tapies je jedan od najznačajnijih umetnika u drugoj polovini 20-og veka. Uvek je pokazivao svoju zabrinutost zbog problema konflikata čovečanstva. U njegovom slikarstvu, koje je često strogo, ali istovremeno, puno sile i izražaja, on pokušava da pronađe svoju ličnu ikonografiju, da odgovara na osnovna pitanja o ljudskim bićima i da pokaže da se često može naći lepota u najskromnijim objektima. Tapies je bio posvećen svojoj zemlji i kulturi . Krajem 60-ih i početkom 70-ih godina njegova Anti-franko aktivnost se povećala. Njegov rad iz tog vremena ima jasnu političku dimenziju. On je osudio Frankovu fašističku vojnu diktaturu.

## Spoljašnje veze
- https://web.archive.org/web/20190508131735/https://fundaciotapies.org/en/short-biography/. Архивирано из оригинала 08. 05. 2019. г. Приступљено 08. 05. 2019. Недостаје или је празан параметар |title= (помоћ)
- https://www.tonitapies.com/en/antoni-tapies-main/#.XNLSJo4zbMV
- http://www.catalannews.com/culture/item/antoni-tapies-dies-in-barcelona-aged-88